# 古巴咬鹃属
古巴咬鹃属（学名：Priotelus）是咬鹃科下的一个属，共2种，其下物种均是加勒比地区特有种。

## 词源
古巴咬鹃属的学名Priotelus由古希腊语prion（锯）与telos（完美的、圆满的）组合而成。

## 种
- 古巴咬鹃 Priotelus temnurus - 古巴岛、青年岛
- 伊斯帕尼奥拉咬鹃 Priotelus roseigaster - 伊斯帕尼奥拉岛